# Flash-gas
En refrigeració, es denomina  flash-gas  a la formació de bombolles de gas a la línia del líquid, que ve des del condensador cap al dispositiu d'expansió.

## Causes
Es produeix quan el volum específic a la pressió de treball, és inferior al volum que pot ocupar el gas en el tub de líquid, es produeix llavors una evaporació parcial del refrigerant ocupant aquest espai.
Això pot produir-se per:
- Insuficient refrigerant en el circuit.
- Línia de líquid de secció excessiva, o de longitud excessiva.